# Ebira (langue)
Pour les articles homonymes, voir Ebira.
L’ebira, ou igbira, est une langue du groupe langues voltaïco-nigériennes de la famille des langues bénoué-congolaises parlée au Nigeria.

## Écriture
| a  | b  | c | d | e | ẹ | g | h | i | ị | j | k | m | n |
| ny | ng | o | ọ | p | r | s | t | u | ụ | v | w | y | z |

Les tons peuvent être indiqués à l’aide de signe diacritique :
- le ton haut avec l’accent aigu ;
- le ton moyen sans signe diacritique ;
- le ton bas avec l’accent grave ;
- le ton haut descendant avec l’accent circonflexe ;
- le ton bas montant avec le caron.

Les tons lexicaux peuvent être indiqués lorsqu’il y a une ambiguité à éviter, par exemple jẹ́, « être content », et jẹ̌, « attendre », ou ná, « vendre », na, « ouvrir », nà, « déchirer », nâ, « partir ».
Les tons grammaticaux doivent normalement être indiqués.